# Ilex vomitoria
Ilex vomitoria — вид падубу, що походить з південного сходу Північної Америки. В рідних краях цю рослину називають «йопон» (yaupon, [ˈjɔːpɒn]) або yaupon holly. Ця назва походить з мови індіанського народу катоба, якою рослина називається словом yą́pą, де yą- значить «дерево», а pą — «листок». Інша назва, «кассіна» (cassina) була запозичена з мови народу тімукуа, хоча зазвичай так називається інша рослина, Ilex cassine. Латинська ж біноміальна назва, що дослівно значить «падуб блювотний», походить від помилкового висновку європейців, ніби ця рослина викликає блювання під час церемоній зі споживання приготованого з неї напою.
Деякі корінні народи США традиційно використовували цю рослину для приготування кофеїнового настою. Це одна з двох відомих ендемічних для Північної Америки рослин, які виробляють кофеїн (друга, Ilex cassine, містить його на 80 % менше). Крім того, йопон в його рідному ареалі широко використовується для озеленення.

## Опис
I. vomitoria є вічнозеленою рослиною, має форму чагарника або невеликого дерева заввишки 5–9 м, з гладкою світло-сірою корою і тонкими волохатими пагонами. Листкорозміщення чергове, листки завдовжки 1–4,5 см і завширшки 1–2 см, згори блискучі й темно-зелені, знизу трохи блідіші, мають форму від яйцеподібної до еліптичної та округлу верхівку з гребінчастим або зубчастим краєм. Квітки мають діаметр 5–5,5 мм, віночок білий, з чотирма пелюстками. Плід являє собою кістянку діаметром 4–6 мм, округлої форми, червоного (іноді жовтого) кольору і містить чотири кісточки, які розносять птахи, що поїдають ці плоди. Від дуже схожих рослин Ilex cassine цей вид можна відрізнити за меншим розміром листків та їх округлою, а не гострою, верхівкою.

## Середовище існування
I. vomitoria поширений у Сполучених Штатах від східного узбережжя Вірджинії до Флориди на півдні та Оклахоми і Техасу на заході. Також диз'юнктна популяція розташована на території мексиканського штата Чіапас. Зазвичай ця рослина зустрічається у прибережних районах на добре дренованих піщаних ґрунтах, краях солонуватих і солоних боліт, на піщаних дюнах і пагорбах, у прибережних лісах, тощо.

## Екологія

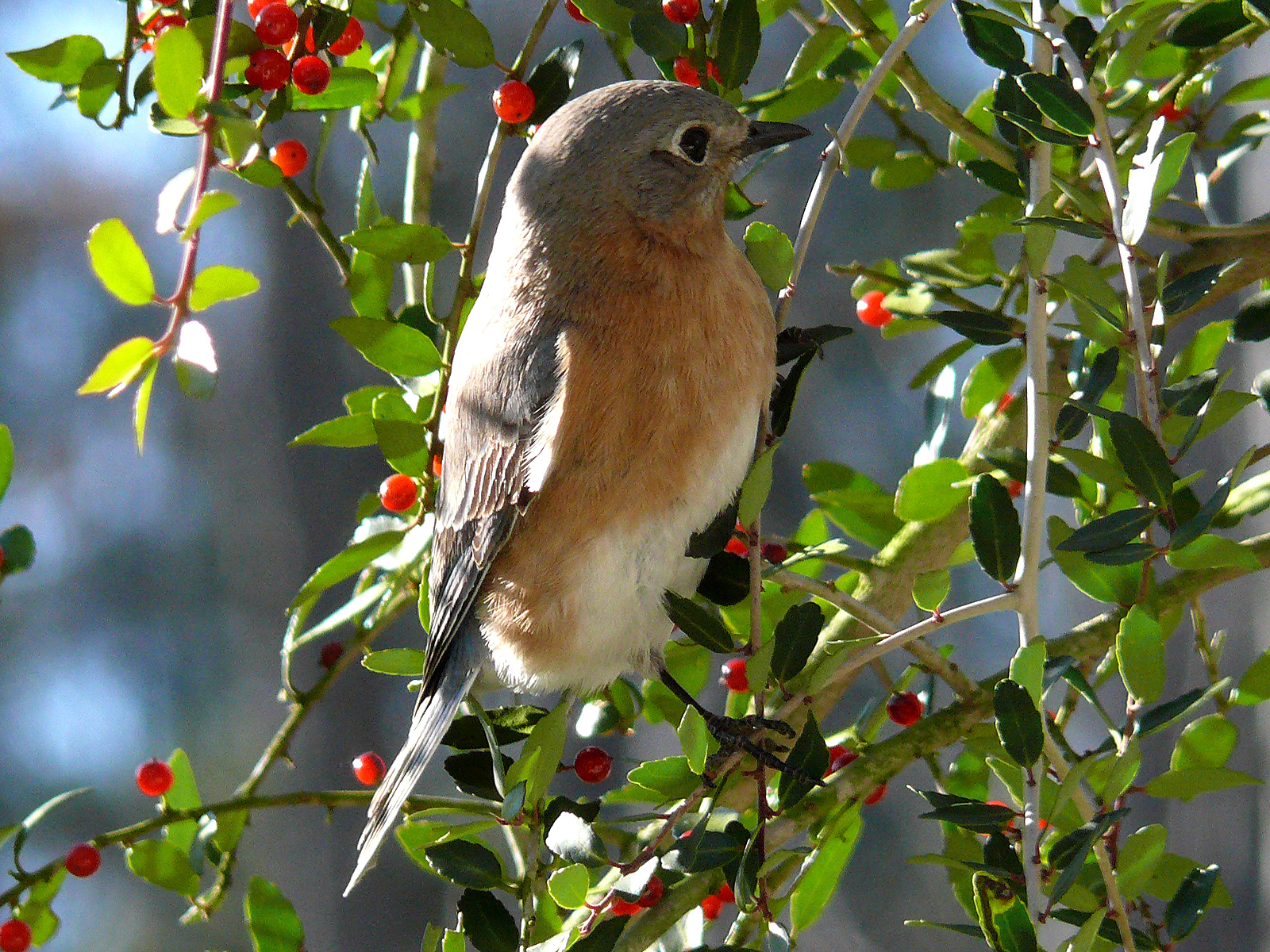
Блакитник східний живиться червоними плодами Ilex vomitoria.

Плоди йопону є важливим джерелом їжі для багатьох птахів, таких як крижень американський, зенаїда північна, перепелиця віргінська, дикий індик, декол золотистий, дятел-смоктун, омелюх американський, блакитник східний, дрізд мандрівний, пересмішник сірий, пересмішник багатоголосий, бруант білогорлий та інші. Також ці плоди споживають декі ссавці, зокрема броненосець дев'ятисмугий, ведмідь барибал, сіра лисиця, ракуни і скунси. Листя та гілочки поїдають білохвості олені.

## Культивація та використання

### Споживання людиною
Деякі індіанські племена заварюють з листя й стебел йопону трав'яний чай, який зазвичай називають «чорним напоєм». Історично при церемоніальному споживанні цього напою у споживачів часто спостерігалося блювання, і європейці вирішили, що її причиною є саме йопон (звідси його біноміальна назва «Ilex vomitoria», яка перекладається з латинської як «Падуб блювотний»). Як і його родичі Ilex paraguariensis та Ilex guayusa (з яких готують, відповідно, напої мате і гуаюса), йопон містить такі активні інгредієнти, як кофеїн, теобромін і теофілін. Блювання при церемоніях могло бути наслідком споживання напою в великій кількості у поєднанні з голодуванням. Крім того не виключено, що подібні чутки поширювали представники британської чайної індустрії, намагаючись викликати негативне ставлення до нового кофеїновмісного напою, що потенційно міг скласти конкуренцію чаю. Також корінні американці могли використовувати цей настій як проносний засіб.
Перші згадки про вживання напою з йопона колоністами задокументовані ще у 1615 році в Іспанській Флориді. Під час Громадянської війни чорний напій широко споживали в південних штатах у якості заміни для чаю та кави. До кінця XIX століття він використовувався у Північній Кароліні як у медичних цілях так і просто як напій. У сучасних США сушене листя йопону для споживання доступне у продажу. Кілька кафе в таких містах, як Остін (Техас) і Ешвілл (Північна Кароліна), навіть почали включати його в своє меню.

### Декоративна рослина
На південному сході США I. vomitoria широко використовується для озеленення. Найбільш популярні чагарникові сорти з низькою швидкістю зростання, оскільки вони мають густе вічнозелене листя та добре переносять обрізку в якості живих огорож. До таких сортів належать:
- Folsom Weeping — плакучий сорт.
- Grey's Littleleaf/Grey's Weeping — плакучий сорт.
- Nana/Compacta — карликовий жіночий клон, зазвичай не більше за 1 метр заввишки.
- Pendula — плакучий сорт, має найвищий вміст кофеїну.
- Pride of Houston — жіночий клон з покращеними формою, плодоношенням та листям.
- Schilling's Dwarf/Stokes Dwarf — карликовий чоловічий клон, не більше 0,6 м заввишки і 1,2 м завширшки[19].
- Will Fleming — чоловічий клон колоноподібної форми.